# Radnica
Radnica (niem. Rädnitz) – wieś w Polsce położona w województwie lubuskim, w powiecie krośnieńskim, w gminie Krosno Odrzańskie.
W latach 1954-1972 wieś była siedzibą gromady Radnica. W latach 1975–1998 miejscowość administracyjnie należała do województwa zielonogórskiego.

## Zabytki
Do wojewódzkiego rejestru zabytków wpisany jest dom (siedziba UG), z XIX wieku.
Inne obiekty:
- kościół parafialny pod wezwaniem Najświętszej Maryi Panny Częstochowskiej
- stacja kolejowa Radnica (w pobliskiej Szklarce Radnickiej), z której kursują pociągi do: Szczecina, Zielonej Góry.